# Bataille de Bagamoyo
Révolte d'Abushiri
La bataille de Bagamoyo est livrée en Tanzanie le 22 septembre 1888 pendant la révolte d'Abushiri contre l'administration coloniale allemande. Les partisans d'Abushiri attaquent la ville mais sont battus par les troupes allemandes.

## Sources
- Charles-André Julien (direction), Les Africains, tome 1, Éditions Jeune Afrique, 51 avenue des Ternes, 75017 Paris, 1977